# ولادیمیر پتروویچ
ولادیمیر پتروویچ (سیریلیک صربی: Владимир Петровић؛ زاده ۱ ژوئیهٔ ۱۹۵۵) یک مربی فوتبال اهل صربستان است.
ولادیمیر پتروویچ بازیکن و هافبک صرب است که در یوگسلاوی سابق و در شهر بلگراد به دنیا آمده‌است.

## دوران بازیگری
پتروویچ بیشترین دوران بازیگری خود را در تیم ستاره سرخ بلگراد گذرانده است. به دلیل افتخارات وی در تیم ستاره سرخ بلگرادو ثبت ۱۱ قهرمانی برای خود در بین بازیکنانی است که لقب «ستاره‌های ستاره» را گرفته‌اند. گفتنی است تنها ۵ نفر افتخار داشتن این عنوان را دارند و پتروویچ یکی از آن هاست. به این ترتیب وی یکی از ۵ اسطوره این باشگاه نیز محسوب می‌شود. او که از ۱۶ سالگی در این تیم بازی کرده‌است موفق شده‌است ۵ قهرمانی لیگ و ۶ قهرمانی جام حذفی را در کارنامه خود داشته باشد. ولادیمیر در سال ۱۹۸۰ بازیکن فوتبال سال یوگسلاوی نیز شده‌است. وی در سال ۱۹۸۲ لژیونر شد و به عضویت باشگاه آرسنال درآمد. او که در مجموع ۵۲۶ بازی باشگاهی داشته‌است علاوه بر انگلیس در تیم‌های بلژیکی و فرانسوی نیز بازی کرده‌است. او ۳۴ بار نیز برای تیم ملی یوگسلاوی به میدان رفته‌است.

## دوران مربیگری

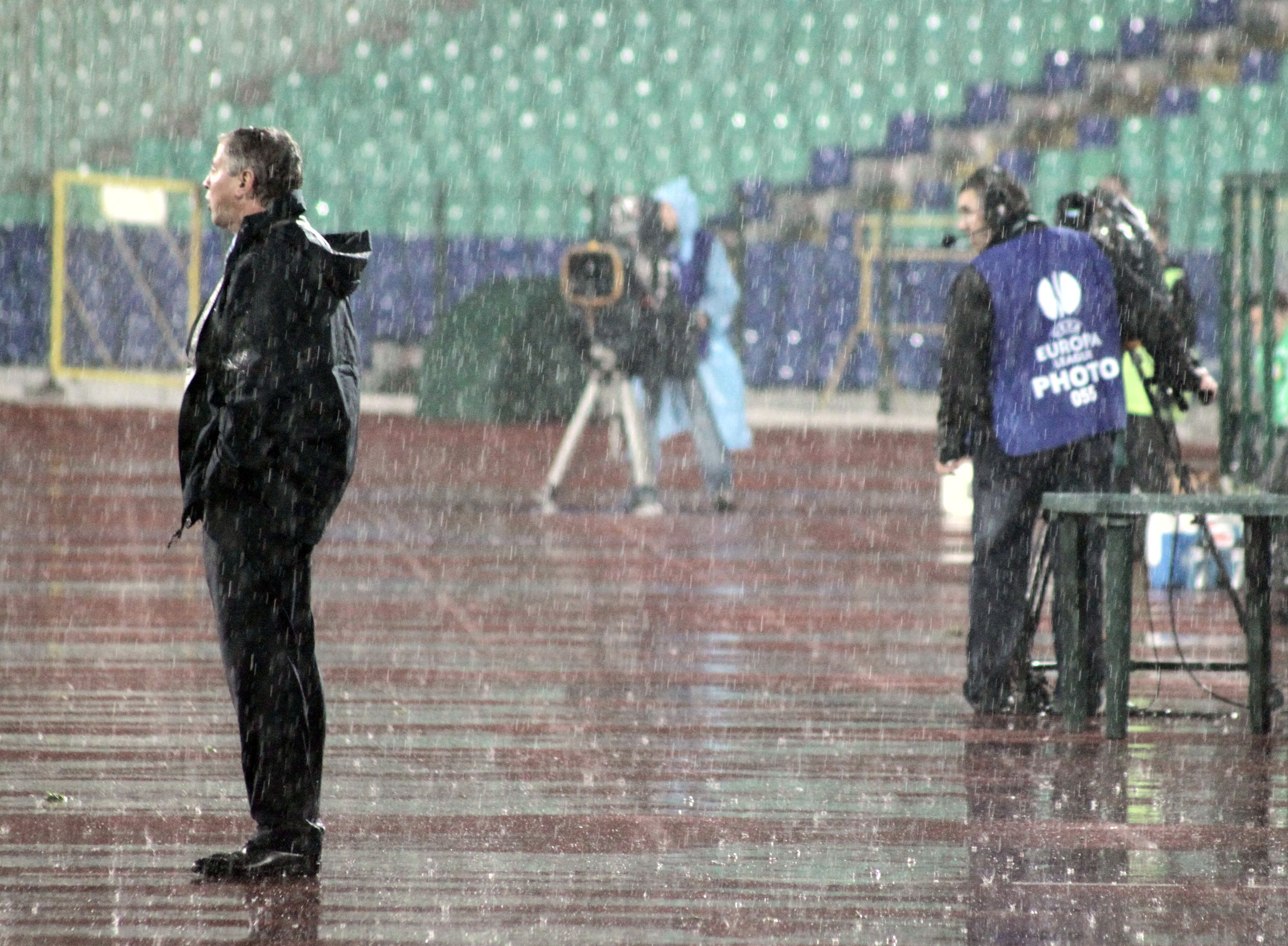
دوره مربیگری پتروویچ

پتروویچ همانند اغلب اسطوره‌ها در ابتدا در تیم خود یعنی ستاره سرخ بلگراد مربیگری کرده‌است. سپس به تیم‌هایی در صربستان و یونان رفته‌است. البته در این میان مربی تیم زیر ۲۱ سال صربستان نیز شده‌است. دالیان شید چین اولین تیم آسیایی است که ولادیمیر در آنجا مربیگری کرده و با کسب نتایج درخشان پس از یک سال به عنوان سرمربی این کشور نیز انتخاب شده‌است. ۶ برد از ۱۸ بازی عملکرد متوسط وی در تیم ملی چین بود. یک سال بعد وی از تیم چین کنار گذاشته شده و در ادامه در سال‌های متوالی به ترتیب سرمربیگری تیم‌های ستاره سرخ بلگراد، تیم ملی صربستان، تیم ملی عراق و تیم ملی یمن را بر عهده داشته‌است که البته در هر کدام یک سال یا کمتر دوام آورده و نتایج درخشانی نگرفته‌است. وی در ابتدا نتایج خوبی در تیم‌های زیر ۲۱ سال صربستان و تیم ستاره بلگراد گرفت. همچنین او در تیم دالیان چین نیز توانست هر ۲ کاپ لیگ و حذفی را در یک سال کسب کند و همین باعث شد تا سرمربی تیم ملی چین شود. اما موفقیت‌های او در تیم ملی چین تکرار نشد. وی برای نمونه در تیم صربستان از ۱۳ بازی ۵ برد، در تیم عراق از ۷ بازی یک برد و در تیم ملی یمن از ۳ بازی تنها یک برد داشته‌است. نکته جالب اینکه وی به جای زیکو در نیمکت تیم ملی عراق نشسته است و به دلیل نتایج ضعیف اخراج شده‌است. ولادیمیر پتروویچ پس از عدم توافق باشگاه تراکتورسازی تبریز با تونی اولیویرا دوم خرداد ۱۳۹۳ به عنوان سرمربی تراکتورسازی انتخاب شد.